# Legumain
Legumain (EC 3.4.22.34, asparaginska endopeptidaza, citvak, proteinaza B, hemoglobinaza, PRSC1 genski produkt (Homo sapiens), vicilinska peptidohidrolaza, endopeptidaza pasulja, vicilinska peptidohidrolaza) je enzim. Ovaj enzim katalizuje sledeću hemijsku reakciju
Hidroliza proteina i malih molekulskih supstrata na -Asn-Xaa- vezama
Ovaj enzim je prisutan u mahunama metilja Schistosoma mansoni, i u lizozomima sisara.

## Spoljašnje veze
- Legumain на 